# Xerraire del Morrison
El xerraire del Morrison (Trochalopteron morrisonianum) és un ocell de la família dels leiotríquids (Leiothrichidae).

## Hàbitat i distribució
Habita el sotabosc de boscos de coníferes i rododendres, boscos mixtos, matolls i bambú, a les muntanyes de Taiwan.